# Amy Manson
Amy Manson (Aberdeenshire, 9 settembre 1985) è un'attrice scozzese.

## Biografia
Nata e cresciuta ad Aberdeenshire, Amy ha una sorella, Alisa, ed un fratello, James. Ha frequentato la Stage Coach, una scuola di recitazione domenicale, prima di trasferirsi a Londra a diciassette anni. Ha studiato alla Central School of Speech and Drama, che lascia per filmare Faida di sangue - Pumpkinhead 4 in Romania. Attualmente vive a North London.

## Premi
Amy ha vinto il premio per la Migliore Interpretazione Femminile ai Critics' Awards for Theatre in Scotland nel 2008 per aver interpretato il ruolo della figliastra 
nella produzione del National Theatre of Scotland dello spettacolo Sei personaggi in cerca d'autore.

## Filmografia

### Cinema
- Faida di sangue - Pumpkinhead 4, regia di Michael Hurst (2007)
- Blood Monkey, regia di Robert Young (2007)
- Estranged, regia di John McKay (2013)
- Not Another Happy Hending, regia di John McKay (2013)
- T2 Trainspotting, regia di Danny Boyle (2017)
- Spencer, regia di Pablo Larraín (2021)
- She Will, regia di Charlotte Colbert (2021)

### Televisione
- Metropolitan Police (The Bill) – serie TV, 1 episodio (2006)
- My Family – serie TV, 1 episodio (2007)
- Nearly Famous – serie TV, 1 episodio (2007)
- Doctors – serie TV, 1 episodio (2008)
- Torchwood – serie TV, 2 episodi (2008)
- Casualty – serie TV, 9 episodi (2008-2009)
- Disperatamente romantici (Desperate Romantics) – serie TV, 6 episodi (2009)
- Being Human – serie TV, 6 episodi (2010)
- Agatha Christie's Marple: The Pale Horse – film TV (2010)
- Outcasts – serie TV, 8 episodi (2011)
- Misfits – serie TV, 1 episodio (2011)
- Young James Herriot– serie TV, 3 episodi (2011)
- The Field of Blood – serie TV, 2 episodi (2011)
- Atlantis – serie TV, 11 episodi (2014-2015)
- C'era una volta (Once Upon a Time ) – serie TV, 8 episodi (2015-2016)
- The White Princess, regia di Jamie Payne e Alex Kalymnios – miniserie TV, 4 puntate (2017)
- Legacies – serie TV, 1 episodio (2018)
- The Nevers – serie TV, 12 episodi (2021-2023)
- The Diplomat – serie TV, episodi 1x01-1x02 (2023)
- Bodies – serie TV, 6 episodi (2023)
- La chimica della morte (The Chemistry of Death), regia di Richard Clark – miniserie TV, 4 puntate (2023)
- Rebus – serie TV, 6 episodi (2024)

## Doppiatrici italiane
Nelle versioni in italiano delle opere in cui ha recitato, Amy Manson è stata doppiata da:
- Vanina Marini in Disperatamente romantici
- Domitilla D'Amico in Being Human
- Rossa Caputo in C'era una volta
- Letizia Scifoni in Atlantis
- Valentina Stredini in The White Princess
- Chiara Gioncardi in Legacies
- Ughetta d'Onorascenzo in The Nevers
- Elena Perino in Bodies